# یو! سوشی
یو! سوشی (به انگلیسی: YO! Sushi) نام یک رستوران زنجیره‌ای است. شرکت اصلی آن در انگلستان است و شعبه‌های این رستوران در کشورهای دیگر نیز گسترش پیدا کرده‌است. غذاهای این رستوران را غذاهای ژاپنی تشکیل می‌دهند. هر چند این شرکت نام سوشی را برخود دارد اما به غیر از سوشی غذاهای گرم مانند کاری ژاپنی نیز به مشتریان عرضه می‌شود.

## شعبه‌های یو سوشی در خارج از انگلستان
در حال حاضر شعبه‌های یو سوشی در دوبی، بحرین، کویت در خاورمیانه و همچنین در روسیه، ایسلند و مالزی گسترش پیدا کرده‌اند. در کشورهای خاورمیانه منوی اصلی را بیشتر ابی‌فرای (میگوی روغن‌پزی شده به سبک ژاپنی) و انواع رول‌های سوشی تشکیل می‌دهند.

## نگارخانه

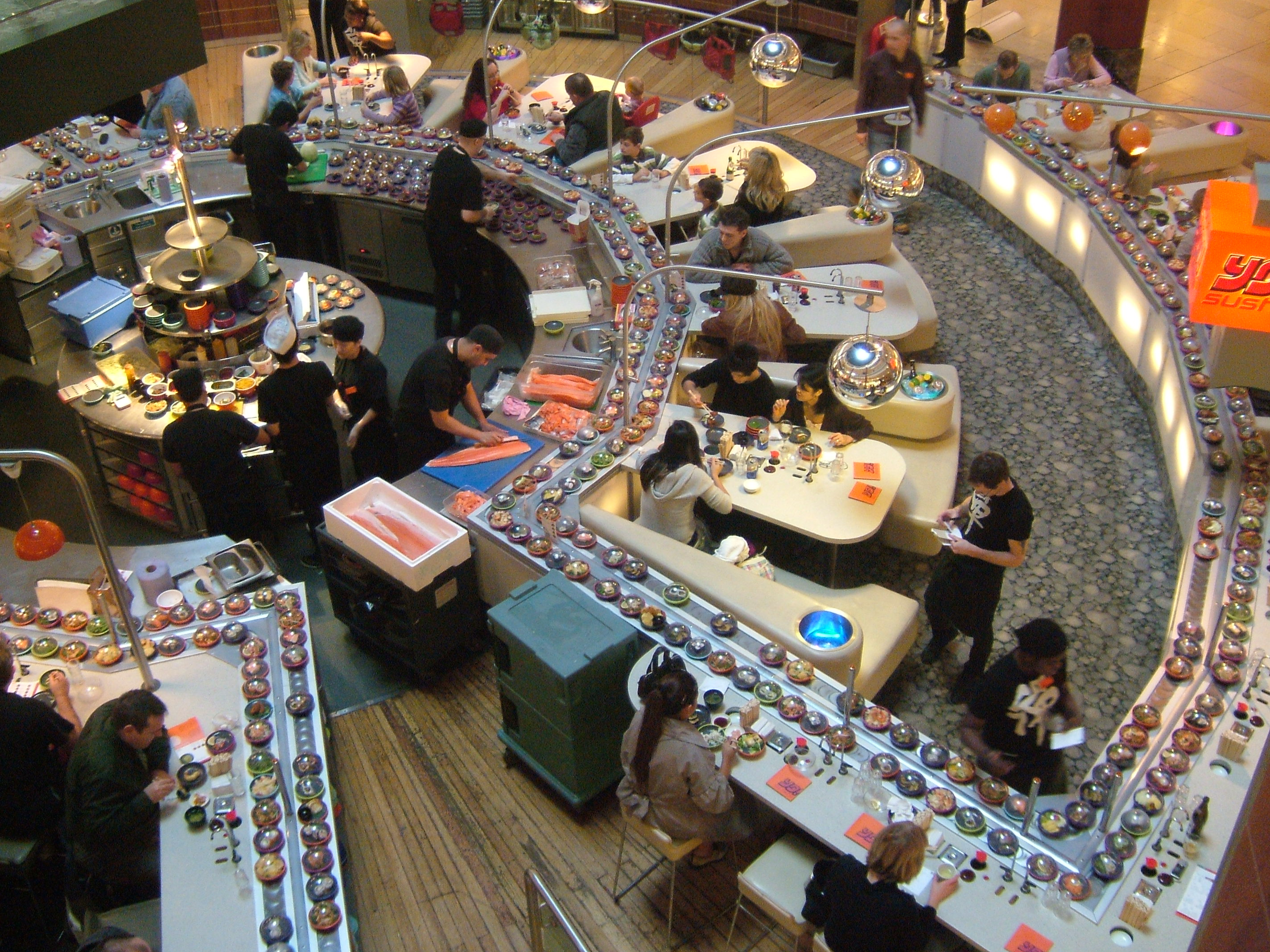
یو! سوشی در بلوواتر
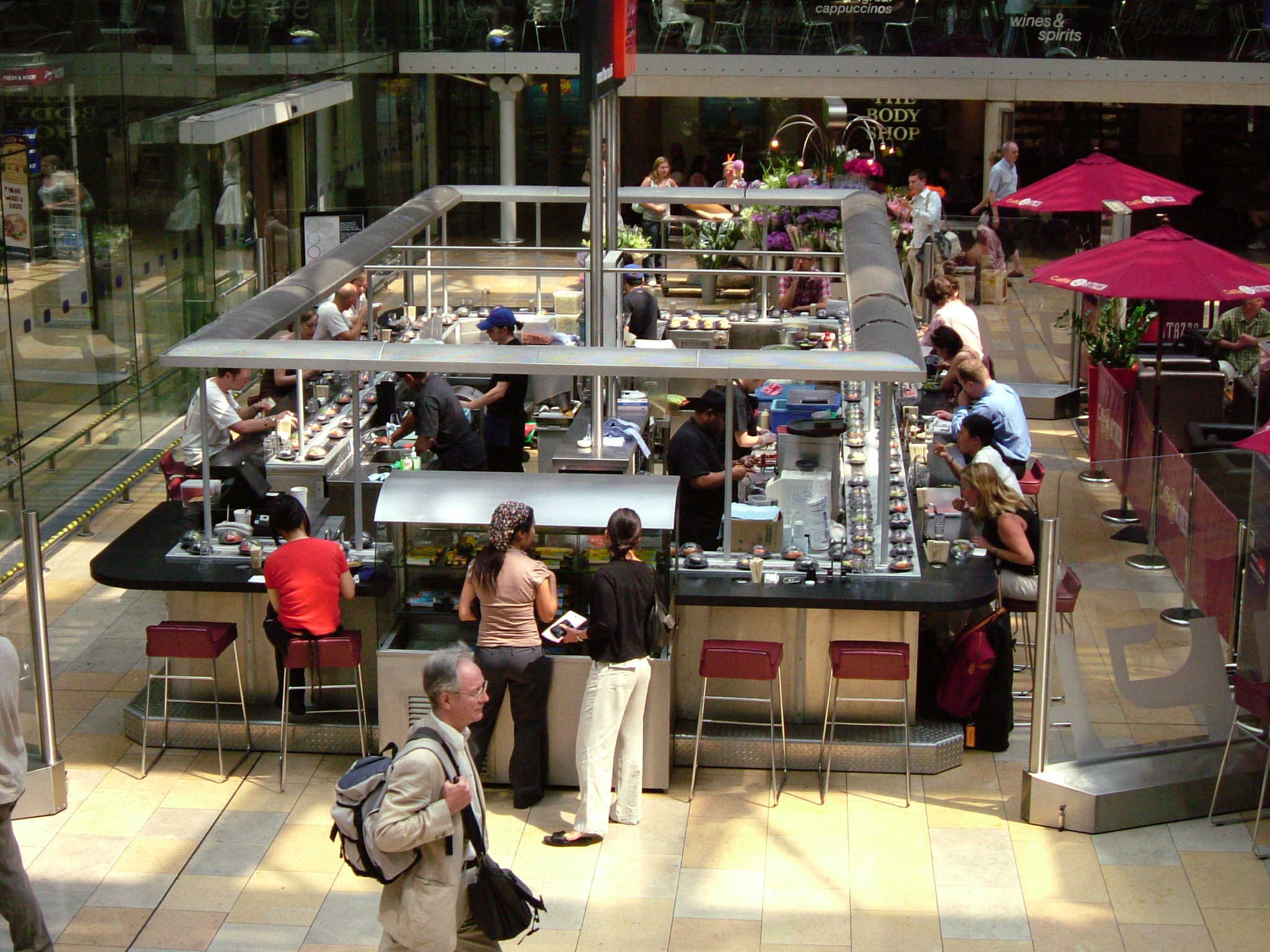
یو! سوشی در ایستگاه پادینگتون،  لندن
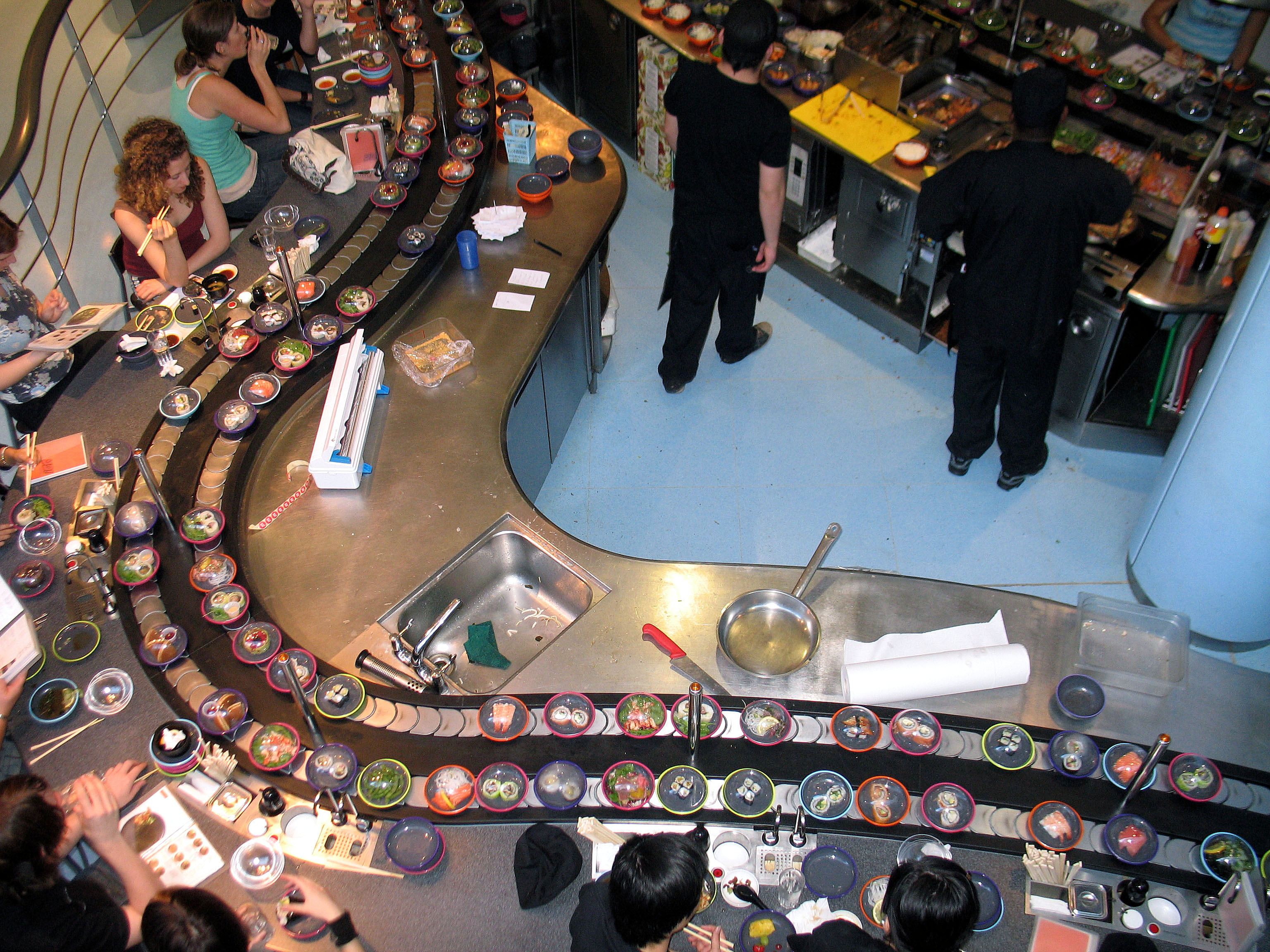
یو! سوشی در منچستر